# 미카엘 장
미카엘 장(프랑스어: Michaëlle Jean, [mi.ka.ɛl ʒɑ̃], CC, 1957년 9월 6일~)은 제27대 캐나다의 총독이다. 5대 프랑코포니의 사무총장을 역임했다.
아이티 포르토프랭스에서 태어났으나, 프랑수아 뒤발리에 독재 정권을 피하여 어린 시절 부모를 따라 캐나다로 이주하였다. 프랑스어 사용지역인 퀘벡주에서 성장하였고, 몬트리올 대학교를 졸업하였다. 1984년에 문학과와 근대언어과에서 학사 학위를 받았다. 1988년에는 캐나다 방송(CBC)의 텔레비전 저널리스트로 일하였고, 영어와 프랑스어로 된 뉴스 프로그램을 진행하는 등 방송인으로 명성을 떨쳤다.
2005년 9월 27일 캐나다 역사상 최초의 흑인 총독으로 취임하였다. 미카엘 장은 1984년부터 1990년까지 재임한 잔 마틸드 소베에 이어 퀘벡주 출신의 총독이기도 하다. 2010년 밴쿠버 동계 올림픽 개막식에서는 캐나다의 군주이기도 한 엘리자베스 2세 영국 여왕을 대신하여 공식적인 개회 선언을 맡았다.
| 전임 에이드리엔 클라크슨 | 제27대 캐나다의 총독 2005년 9월 27일 ~ 2010년 10월 1일 | 후임 데이비드 로이드 존스턴 |